# Cantonera

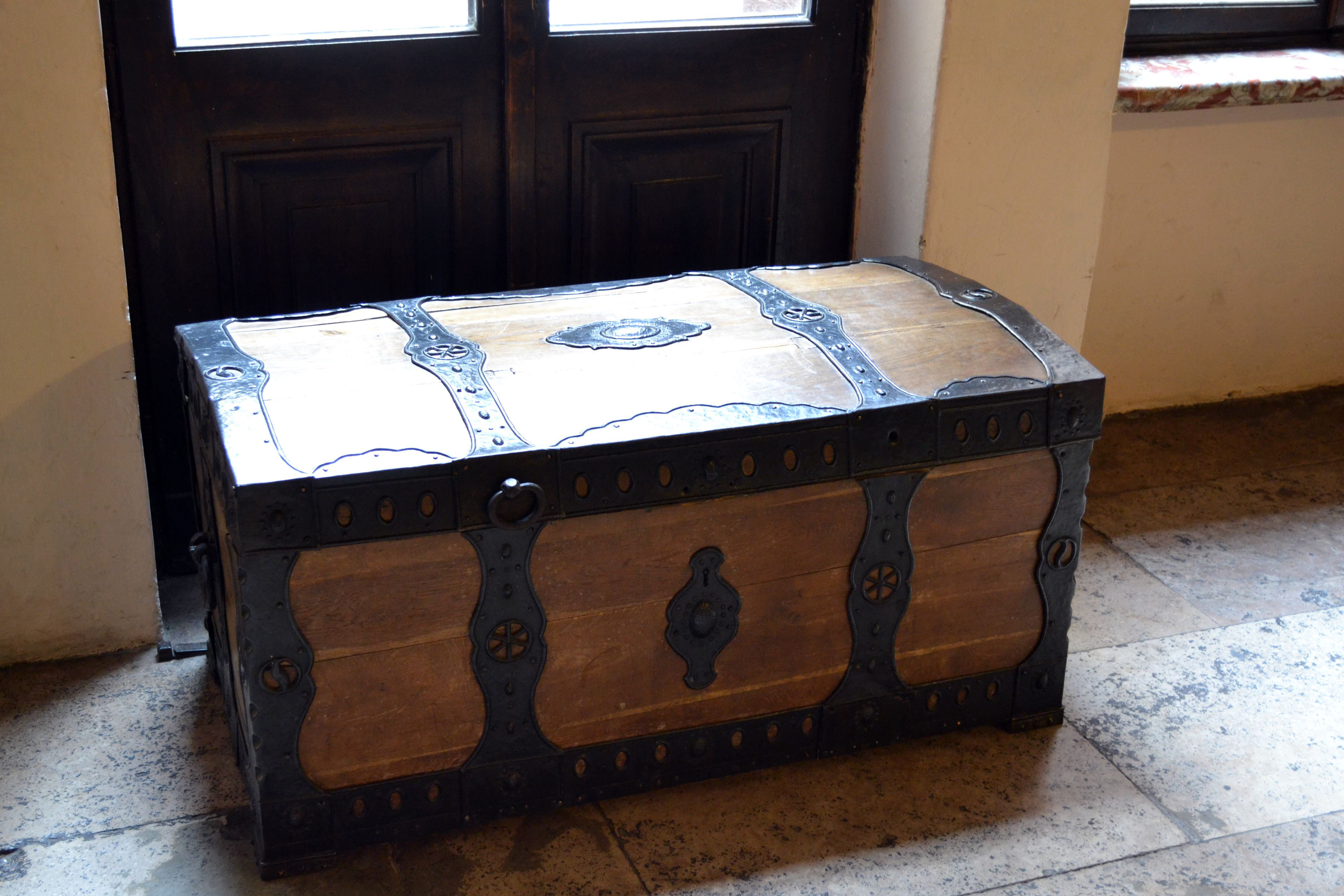
Baúl con cantoneras en el castillo de Książ, en Polonia

Se llama cantonera a una pieza de metal en forma acodada que sirve para consolidar o proteger los ángulos de determinados objetos.
Las cantoneras se utilizan para fortalecer las piezas de madera o de hierro de libros o muebles cuando estas se encuentran colocadas en ángulo recto. En particular, se llaman así las que protegen las esquinas de los baúles. Ciertos cofres de la Edad Media están guarnecidos con cantoneras muy delicadamente trabajadas, caladas y fijadas por medio de clavos de cabezas redondas o cuadradas.